# Estació de Ferrocarril (Sant Joan de les Abadesses)
L'Estació de Ferrocarril és una obra de Sant Joan de les Abadesses (Ripollès) protegida com a Bé Cultural d'Interès Local.

## Descripció
Recinte format per diversos immobles relacionats directament amb la Ruta del Ferro, i en conseqüència, amb el ferrocarril. Està compost per quatre edificis: estació del ferrocarril; magatzem; dipòsits d'aigua; i elements mecànics auxiliars.
L'estació de viatgers és un edifici de planta rectangular de dues plantes i coberta a quatre vessants. Les façanes són de ciment pintat de color maó i destaquen les obertures simètriques. Actualment s'ha reconvertit en un restaurant.
El magatzem és de planta rectangular allargada, d'obra vista i cobert amb teula àrab a dues aigües. Les obertures també són simètriques i adopten la forma d'un arc rebaixat, resseguit per carreus disposats seguint la forma de la finestra.
La resta d'edificis destaquen per la seva arquitectura, de tipologia industrial.

## Història
L'any 1980 es va suprimir el tram de la línia de ferrocarril Ripoll-Sant Joan de les Abadesses, i en conseqüència els edificis que formaven part del conjunt es van anar deteriorant. És per aquest motiu, que entre el 1998 i 1999 l'Ajuntament va dur a terme l'ordenació urbanística de la zona, caracteritzada per la conservació d'uns edificis i elements emblemàtics del passat ferroviari de Sant Joan de les Abadesses. Alguns d'aquests edificis, com l'estació o el magatzem, s'han reconvertit, el primer en restaurant i el segon en alberg (rehabilitat el 2006).